# Наголенское сельское поселение (Белгородская область)
Наго́ленское се́льское поселе́ние — муниципальное образование в Ровеньском районе Белгородской области.
Административный центр — село Нагольное.

## История
Наголенское сельское поселение образовано 20 декабря 2004 года в соответствии с Законом Белгородской области № 159.

## Население
| 2010  | 2011  | 2012  | 2013  | 2014  | 2015  | 2016  | 2017  | 2018  |
| ----- | ----- | ----- | ----- | ----- | ----- | ----- | ----- | ----- |
| 1676  | ↘1669 | ↗1700 | ↗1722 | ↘1706 | ↗1707 | ↘1698 | ↗1719 | ↘1717 |
| 2019  | 2020  | 2021  |       |       |       |       |       |       |
| ↘1711 | ↘1676 | ↗1698 |       |       |       |       |       |       |

## Состав сельского поселения
| № | Населённый пункт | Тип населённого пункта       | Население |
| - | ---------------- | ---------------------------- | --------- |
| 1 | Бережный         | хутор                        | ↘9        |
| 2 | Клименково       | село                         | ↘587      |
| 3 | Нагольное        | село, административный центр | ↘1080     |